# 박현 (축구 선수)
박현(1988년 9월 24일 ~ ) 은 대한민국의 축구 선수이다.